# Sayoko Yamaguchi
Sayoko Yamaguchi (山口小夜子 Sayoko Yamaguchi?,  Yokohama, 19 de septiembre de 1949 – 14 de agosto de 2007) fue una modelo y actriz japonesa.

## Biografía
Yamaguchi se graduó en la escuela de diseño Dressmaker Gakuin de Sugino Gakuen en Tokio.
Yamaguchi entró en el mundo del modelaje en la década de los 70. Fue una de las primeras modelos asiáticas en desfilar por pasarelas internacionales. Hizo su debut en París en 1972, y en otras ciudades como Nueva York. 
En 1977, Newsweek la nombró como una de las seis mejores modelos de todo el mundo. También ese año, fue portada del álbum de Steely Dan Aja, fotografiado por Hideki Fujii.
Yamaguchi continuó su carrera como actriz de cine y teatro, además de diseñadora de vestuario.
Yamaguchi murió a los 57 años, el 14 de agosto de 2007, a causa de una neumonía. En 2015, fue la protagonista de un documental póstumo, Kōri no hanabi Sayoko Yamaguchi.

## Filmografía
- Carol (1974, documental) – Ella misma
- ピーターソンの鳥 (Peterson's Bird) (1976) – Keiko
- 杳子 (Yuko) (1977) – Sayako
- Lost Love (1978) – Asuka Yamazaki
- 四季の追想 (Reminiscences of the Four Seasons) (1979, corto)
- Fashion (1980, TV), "Kansai in New York" – Ella misma
- Los frutos de la pasión (Les fruits de la passion) (1981) – Sakuya
- Rikyū (1989) – Chacha
- 石の花 (Stone Flowers) (1989, documentary short) – Ella misma
- T-CITY (1993, corto) – Mujer
- El baile de los sicarios ( Pisutoru opera) (2001) – Sayoko Uekyo
- Soundtrack (2002) – Mostruo rojo
- Matouqin Nocturne (2007) – Zarome
- Kōri no hanabi Sayoko Yamaguchi (2015, documental) – Ella misma